# Leslie Burr-Howard
Leslie Michele Burr-Howard (ur. 1 października 1956 w Westport) – amerykańska jeźdźczyni sportowa. Dwukrotna medalistka olimpijska.
Startowała w konkurencji skoków przez przeszkody. Brała udział w dwóch igrzyskach na przestrzeni dwunastu lat (IO 84, IO 96), na obu zdobywała medale w drużynie. W 1984 Amerykanie triumfowali, w 1996 zajęli drugie miejsce. Na igrzyskach startowała na koniach Albany i Extreme